# Цап, Юрий Алексеевич
Юрий Алексеевич Цап (укр. Юрій Олексійович Цап; род. 22 июля 1992) — украинский фехтовальщик, специализирующийся на сабле. Мастер спорта Украины международного класса (2022).

## Биография
Тренировался под руководством Ю. Марченко и А. Скороход. На соревнованиях представляет Министерство обороны Украины и Николаевскую область.
Первый успех на крупных международных соревнованиях пришёл к Юрию Цапу на юношеском чемпионате Европы 2010 года, проходившем в российской Лобне, где он завоевал серебряную медаль, уступив в финале итальянцу Энрико Берре.
В 2015 году в составе сборной Украины вместе с Богданом Платоновым, Евгением Стаценко и Дмитрием Раскосовым Цап завоевал серебряную медаль в командных соревнованиях по сабле на Универсиаде в Кванджу. На следующей Универсиаде, проходившей в Тайбэе в 2017 году, он дошёл до 1/8 финала в личном зачёте, но уступил турецкому саблисту Энверу Йылдырыму.
Дебют на чемпионатах мира и Европы состоялся в 2018 году — на первенствах, проходивших в Китае и Сербии соответственно. Свою единственную медаль на чемпионатах Европы Цап завоевал в 2022 году в Анталье, где в составе команды с Богданом Платоновым, Василием Гуменом и Андреем Ягодкой выиграл серебро, уступив в финале соперникам из Венгрии.
В общей сложности Юрий Цап принял участие в пяти чемпионатах мира (2018, 2019, 2023, 2024, 2025) и пяти чемпионатах Европы (2018, 2019, 2022, 2023, 2025). Участвовал в Европейских играх 2023 года, где выбыл на стадии 1/16 финала.

## Достижения
Чемпионат Украины:
- 2015 — бронза (сабля)[5]
- 2016 — серебро (сабля)[6]
- 2017 — бронза (сабля)[7]
- 2018 — бронза (сабля)[8]
- 2019 — золото (сабля)[9]
- 2020 — бронза (сабля)[10]
- 2021 — серебро (сабля)[11]
- 2022 — золото (сабля)[12]
- 2023 — золото (командная сабля)[13], серебро (сабля)[14]
- 2024 — золото (командная сабля)[15], серебро (сабля)[16]
- 2025 — золото (командная сабля), золото (сабля)

Чемпионат Европы:
- 2022 — серебро (командная сабля)

Универсиада:
- 2015 — серебро (командная сабля)

## Рейтинг
| Сезон | Место | Категория | Сезон | Место |
| ----- | ----- | --------- | ----- | ----- |
| 08/09 | 278   | Юниоры    | 10/11 | 20    |
| 09/10 | 79    | Юниоры    | 11/12 | 7     |
|       |       |           |       |       |
| 09/10 | 246   | Взрослые  | 17/18 | 88    |
| 10/11 | 120   | Взрослые  | 18/19 | 119   |
| 11/12 | 171   | Взрослые  | 19/20 | 128   |
| 12/13 | 218   | Взрослые  | 20/21 | 189   |
| 13/14 | 204   | Взрослые  | 21/22 | 43    |
| 14/15 | 385   | Взрослые  | 22/23 | 47    |
| 15/16 | 235   | Взрослые  | 23/24 | 74    |
| 16/17 | 165   | Взрослые  | 24/25 | 62    |